# Hohe List (Pfalz)
Die Hohe List, alternativ Hohelist geschrieben, ist ein Berg im Pfälzerwald inmitten des Landkreises Südwestpfalz.

## Geographie

### Lage
Der Berg befindet sich im Wasgau, wie der südliche Teil des Pfälzerwaldes genannt wird und ist dort eine der höchsten Erhebungen. Er gehört zur Untereinheit Südwestlicher Pfälzerwald. Die Südflanke samt Gipfel liegt auf der Gemarkung der Ortsgemeinde Eppenbrunn, deren Siedlungsgebiet sich rund fünf Kilometer weiter westlich befindet; er stellt die höchste Erhebung auf deren Gemarkung dar. Die Nordflanke gehört zur Gemarkung der Ortsgemeinde Lemberg. Zu den benachbarten Bergen gehören unter anderem der Dusel (416,4 m), der Große Biesenberg im Westen, der Hohe Kopf (467 m) im Osten und der Eselskopf (438,9 m) im Südwesten. Im näheren Einzugsgebiet befinden sich außerdem mehrere Felsformationen wie der Krappenfelsen und der Christkindelfelsen.

### Gewässer
An seinem Südwesthang entspringt der Faulbach, der zum Flusssystem der Sauer gehört. In Nordwesten seines Einzugsgebiets entsteht der Große Kröppenbach und im Norden der Kleine Kröppenbach; beide Flüsse entwässern über den Salzbach in die Lauter.

### Geologie
Im Einzugsgebiet der Hohen List gehen die von Osten her kommenden Rehberg-Schichten in die jüngeren Gesteine des Mittleren und Oberen Buntsandsteins über.

## Charakteristika
Bei der Hohen List handelt es sich um einen einsamen gelegenen Kegelberg auf der Wasserscheide zwischen Mosel und Oberrhein. Sie umfasst ausgedehnte Mischwälder, die  hauptsächlich Laubhölzer tragen.

## Infrastruktur
In unmittelbarer Nähe befindet sich das Wanderheim Hohe List, das ausschließlich auf Waldwegen erreichbar ist. Möglicher Ausgangspunkt für Wanderungen ist der Waldparkplatz „Eselssteige“ an Landesstraße 478, die von Eppenbrunn nach Fischbach verläuft.